# Williams syndrom
Williams syndrom (eller Williams-Beuren syndrom) er en sjælden sygdom der i de fleste tilfælde skyldes en mutation på det syvende kromosom. 
Man regner med at der kun er 200-250 personer med Williams syndrom i Danmark.
Personer med Williams syndrom har markerede ansigtstræk, er psykisk udviklingshæmmede, men med relativt høj sproglig udvikling, og de er snakkesalige.
Man har lokaliseret mutationen til regionen 7q11.23 i forbindelse med elastin-genet, men også andre gener i området kan være ramt, f.eks. genet LIMK1 er også i regionen og er udtrykt i centralnervesystemet. 
Det menes at dette gen har betydning for visse dele af den mentale retardering i Williams syndrom.